# 튀니지 디나르
디나르(아랍어: دينار, ISO 4217 부호: TND)는 튀니지의 통화이다. 1 디나르는 1000 밀림 (مليم)으로 나뉜다. 약어 DT는 드물게 사용된다 (정식 명칭은 TND나 일반적으로는 "디나르" (dinar)라고 불린다). 약어 TD
도 또한 몇 개의 장소에서 언급되지만, 프랑스어의 유래를 따르면 있음직한 표현은 아니다 (즉, 프랑스어 표현은 Dinar tunisien 이다).

## 역사
튀니지 디나르는 1958년에 계산 단위로 만들어졌는데, 1960년부터 본격적으로 도입되었다. 튀니지 디나르는 튀니지 프랑을 1000 튀니지 프랑 = 1 튀니지 디나르의 비율로 대체하였다. 튀니지 디나르는 1958년에 프랑스 프랑의 평가 절하를 따르지 않았고 결과적으로 처음에 환율인 1000 프랑스 프랑 = 1 디나르는 포기하게 되었다.
1964년까지 미국 달러에 1 달러 = 0.42 디나르로 고정 환율이었지만, 그 이후로는 0.525 디나르 = 1 달러로 평가 절하되었다. 이 두 번째 비율은 미국 달러가 1971년에 평가 절하될 때까지 유지되었다.

## 동전
1960년, 알루미늄으로 만들어진 1, 2, 5 밀림 동전과 청동으로 만든 10, 20, 50, 100 밀림 동전이 도입되었다. 1, 2 밀림 동전은 2000년과 1983년에 최후로 각각 발행되지 않으며, 오늘날에는 드물게 발견할 수 있다. 1968년에는, 니켈 ½ 디나르 동전이 도입되고, 1976년에 니켈로 만들어진 ½ 디나르는 백동으로 만들어진 작은 동전으로 대체되고 백동 1 디나르 동전도 이때 도입되었다. 바이메탈 동전인 5 디나르 동전은 2002년에 도입되었다.
현재 통용되고 있는 동전은 (링크는 튀니지의 현재와 과거의 동전과 지폐도 포함되어 있다.)
- 1 밀림
- 5 밀림
- 10 밀림
- 20 밀림
- 50 밀림
- 100 밀림
- 200 밀림
- ½ 디나르
- 1 디나르
- 2 디나르
- 5 디나르

가 있다.

## 지폐
1960년, 튀니지 중앙은행은 ½, 1, 5 디나르 지폐를 도입하였다.  이들은 1969년에 이어 10 디나르를 도입하였다. 마지막 ½ 디나르 지폐는 1973년에 발행되었고 마지막 1 디나르 지폐는 1980년에 발행되었다. 20 디나르 지폐는 1980년에 소개되었고 마지막 5 디나르 지폐는 1993년에 발행되었다. 30 디나르 지폐는 1997년에 발행되었다. 50 디나르 지폐는 2009년 후에 발행될 것으로 예상된다.
| 현재 시리즈 | 현재 시리즈 | 현재 시리즈 | 현재 시리즈 | 현재 시리즈       | 현재 시리즈 |
| 그림        | 그림        | 가치        | 색          | 설명              | 설명        |
| 앞면        | 뒷면        | 가치        | 색          | 앞면              | 뒷면        |
| ----------- | ----------- | ----------- | ----------- | ----------------- | ----------- |
|             |             | 5 디나르    | 초록색      | 한니발            |             |
|             |             | 10 디나르   | 파란색      | 이븐 할둔         |             |
|             |             | 20 디나르   | 보라색      | 케이레딘 에툰시   |             |
|             |             | 30 디나르   | 주황색      | 아부 엘 카셈 체비 |             |

## 유명한 명칭
튀니지인들은 물품 가격을 언급할 때 원래 이름인 디나르 (dinar)를 드물게 사용한다. 그런 까닭에, 50 디나르는 선천적으로 khamsin alf (5만) 이라고 불린다. 이 관례는 높은 가격에도 쓰이는데, 예로 70,000 디나르는 sab'in maliun (7천만) 이라고 불린다.

## 통화 제한
디나르를 수입하거나 수출하는 것은 튀니지에서 범죄행위다. 매년, 각 시민은 출국 전 최대 6,000 튀니지 디나르로 외화 환전이 가능하다. 따라서, 면세점 가격은 유로, 미국 달러, 영국 파운드 등 교환 가능 통화로 돼 있다. 국내에는 관광객을 위한 많은 교환 ATM이 있다.

## 같이 보기
- 디나르